# Дом В. В. Корелина
Дом В. В. Корелина — историческое здание. бывший доходный дом, расположенный в Санкт-Петербурге по адресу Апраксин переулок, 4. Построен в 1912—1913 годах А. Л. Лишневским для коммерсанта Василия Корелина. С 2001 года входит в Список выявленных объектов культурного наследия.

## История
Ранее на месте дома, расположенного близ Апраксина двора, находилось трёхэтажное здание, в котором размещались конторы и склады. Построенное в начале XIX века, оно было перестроено после пожара 1862 года (архитектор неизвестен).
В 1912—1913 годах А. Л. Лишневский, по заказу гласного Городской думы и коммерсанта Василия Корелина, расширил первоначальную постройку с сохранением прежних стен. Со строительством связан скандал, широко освещавшийся в петербургской прессе 1913 года. Арендаторы магазинов и складов, располагавшихся в подлежащем перестройке здании, отказались съезжать, поскольку у них не истёк срок контракта. Не сумев договориться с ними, Корелин распорядился демонтировать лестницы, разобрать водопровод, обрезать электричество и начать строительные работы. Торговцы не успели эвакуировать склады, и, когда Лишневский приступил к демонтажу стен и потолков, товару был нанесён непоправимый ущерб. Кроме того, после того как рабочие-строители заложили дверные проёмы кирпичом, сторожа складов оказались замурованы в здании и с большим трудом сумели выбраться. «Петербургский листок» посвятил происшествию заметку «Замурованные люди». Один из торговцев подал на Корелина и Лишневского в суд, однако на строительство это не повлияло, и здание было завершено.
В настоящее время в здании размещаются разнообразные заведения: магазины, офисы, мини-отели и пр. С 2001 года дом Корелина входит в Список выявленных объектов культурного наследия.

## Архитектура

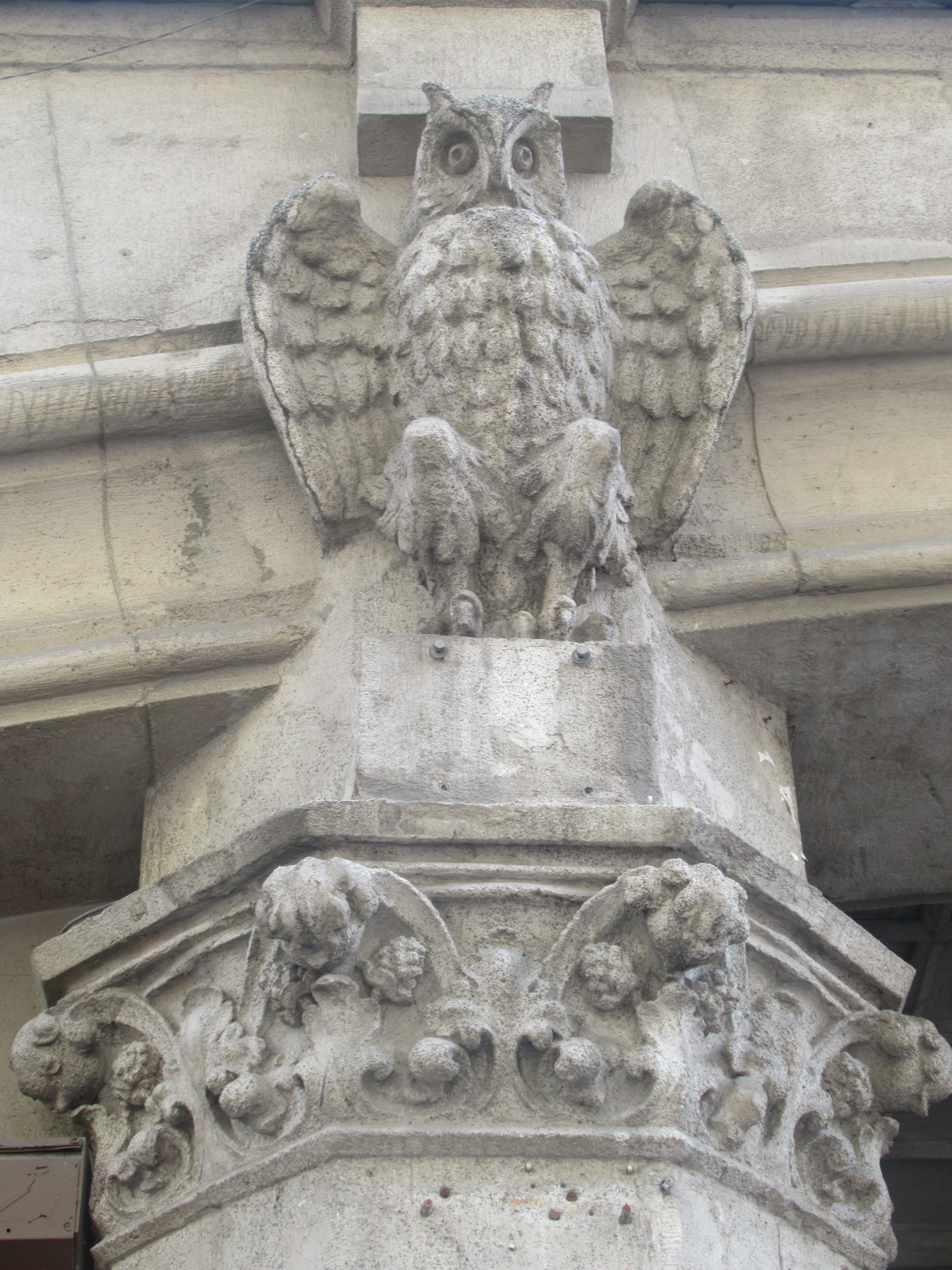
Сова над проездной аркой

Шестиэтажное угловое здание выходит фасадами на Апраксин переулок и на уличный выезд из Апраксина двора. Изначально Лишневский, как показывают чертежи, намеревался оформить дом в античном духе, однако в последний момент отказался от неоклассики и полностью переработал проект, придав ему яркие гротескные черты. Место греческих колонн заняли гранёные романские столбы; угол здания венчает башенка с часами.

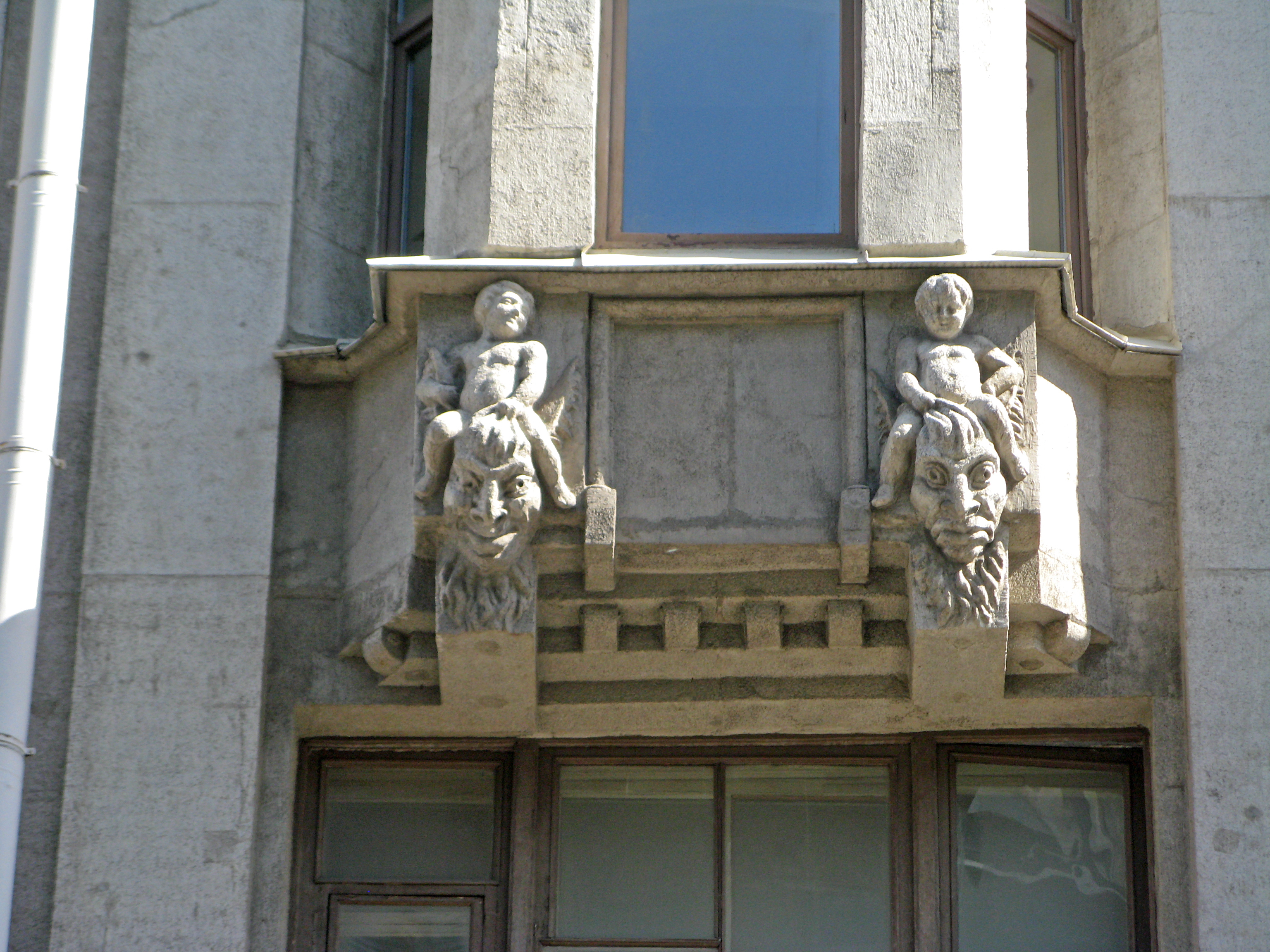
Маскароны и путти

Оба фасада выполнены в едином стиле и богато декорированы. Между вторым и третьим этажами расположены многочисленные барельефные изображения коленопреклонённых атлантов: они образуют своего рода фриз, опоясывающий оба фасада. Атланты поддерживают высокие, достигающие последнего этажа пилястры, украшенные в верхней части стилизованными лепными масками, напоминающими, по словам А. И. Чепеля, «загадочных старцев» с высунутыми языками и длинными свисающими усами и бородами. Эркеры поддерживаются маскаронами в виде бородатых голов, на которых восседают мальчуганы-путти. По обеим сторонам проездной арки расположились фигуры сов: пользовавшиеся популярностью в архитектуре северного модерна, совы неоднократно использовались Лишневским в его постройках.